# Ntchisi
Ntchisi   este un oraș  în  Malawi. Este reședința  districtului  Ntchisi.